# 松平為政
松平 為政（まつだいら ためまさ）は、江戸時代中期の旗本（寄合）。正朝系大河内松平家2代。石高は3500石。

## 生涯
延宝7年（1679年）10月27日に旗本・浅野正氏の長男として生まれ、天和元年（1681年）12月1日に祖父である松平正朝の養子となる。天和2年（1682年）7月12日に家督を相続する。元禄4年（1691年）6月11日、初めて将軍徳川綱吉に拝謁する。元禄8年8月5日に近習番、11月27日に小姓、12月18日に小普請となる。元禄15年（1702年）3月に小石川門番となるが、翌年11月に類焼したため免じられる。享保4年（1719年）6月25日に小普請組支配となる。同年9月9日に死去。享年41。